# Coreopsis petrophiloides
Coreopsis petrophiloides лат.  — вид травянистых растений рода Кореопсис (Coreopsis) семейства Астровые (Asteraceae), растёт в Мексике.

## Ботаническое описание
|                                      |
|                                      |
| Цветок и общий вид Coreopsis palmata |

Coreopsis petrophiloides — многолетнее травянистое растение высотой 70—90 см. Стебель гладкий.
Листья сидячие или черешковые 4—9 см, черешки 2 см длиной. Сверху опушённые, снизу гладкие.
Цветки — жёлтого цвета 1,5—2,5 см в диаметре и 8—10 мм толщиной, цветоножка — 2—6 см.

## Ареал и местообитание
Растёт в центральных районах Мексики. Встречается на каменистых склонах.